# Lasioglossum loetum
Lasioglossum loetum är en biart som först beskrevs av Gaspard Auguste Brullé 1840.  Lasioglossum loetum ingår i släktet smalbin, och familjen vägbin. Inga underarter finns listade i Catalogue of Life.